# A Vindication of the Rights of Woman
A Vindication of the Rights of Woman: with Strictures on Political and Moral Subjects is een boek van de achttiende-eeuwse Britse feministe Mary Wollstonecraft uit 1792. In dit baanbrekende werk beschreef ze de maatschappelijke, politieke en economische veranderingen nodig om vrouwen als groep een gelijkwaardige positie te geven aan mannen als groep. Het is een van de eerste werken in de feministische filosofie. In dit werk reageerde Wollstonecraft op achttiende-eeuwse theoretici die de mening hadden dat het niet nodig was vrouwen te onderwijzen of hoger op te leiden omdat er voor hen buiten huishouding en kinderopvoeding geen taken lagen. 
Wollstonecraft reageerde met name op het Edmund Burke's Reflections on the French Revolution, gepubliceerd in 1790 met als belangrijkste standpunt dat de Franse Revolutie als beweging gedoemd was te mislukken omdat een maatschappij traditionele structuren nodig heeft zoals van generatie op generatie overgedragen machtsposities en eigendom. Kritiek op Burke was niet uniek, Thomas Paine argumenteerde tegen Burke in zijn boek Rights of Man en Wollstonecraft wilde als titel gebruiken A Vindication of the Rights of Men. Wat haar werk uniek maakte was dat ze ging schrijven vanuit de positie van vrouwen en ongelijkheden aan de kaak stelde. Geïnspireerd door het pamflet van Olympe de Gouges, Déclaration des Droits de la Femme et de la Citoyenne (Verklaring van de rechten van de vrouw en van de burgeres), kwam Wolstonecraft tot deze invalshoek en uiteindelijke titel. Ze pleitte ervoor dat vrouwen niet langer onder de hoede van mannen hoorden, maar het recht hadden op eigen benen te staan. Ze was er van overtuigd dat vrouwen zich niet zouden kunnen ontplooien, zelfs niet als moeders, wanneer ze niet het recht hebben op gelijke voet als mannen deel te nemen aan het economische en politieke leven.
Wolstonecraft droeg het werk op aan Charles Maurice de Talleyrand-Périgord nadat ze zijn Rapport sur l'instruction publique had gelezen, waarin hij meende dat vrouwen genoeg hadden aan een opleiding om het huishouden te kunnen doen. Kort na publicatie reisde Talleyrand naar Londen en bezocht hij Wollstonecraft. Na deze ontmoeting verscheen A Vindication of the Rights of Woman, een verhandeling waarin ze uiteenzet waarom ze zijn opvattingen voor onjuist houdt. Vrouwen zijn niet van nature voorbestemd voor een bepaalde rol en horen niet hun hele leven als kinderen te worden behandeld. Het werk was echter veel breder van opzet. Wolstonecraft stelde dat mannen en vrouwen gelijk begiftigd zijn met rede, maar dat dit bij vrouwen niet tot uiting komt omdat ze van jongs af worden onderdrukt. Haar denkbeelden waren haar tijd ver vooruit, zo pleitte ze voor gemengd onderwijs in publieke scholen en voor het recht op betaald werk zodat vrouwen zich kunnen ontplooien. Het huwelijk, in haar ogen vaak niet meer dan legale prostitutie, zou door de geestelijke ontwikkeling van vrouwen ook volledig worden getransformeerd: gehoorzaamheid zou plaats ruimen voor vriendschap op gelijke voet. De anti-hiërarchische strekking in haar denken kwam ook op politiek vlak tot uiting. Ze achtte het onaanvaardbaar dat de ene helft van de mensheid de andere uitsloot van deelname aan het bestuur. Ze meende ook dat er meer maatschappelijke gelijkheid moest zijn om morele vooruitgang te kunnen boeken. Een groot deel van de Vindication bestond uit het analyseren van bestaande denkbeelden en praktijken, waarbij onder meer Rousseau het zwaar moest ontgelden, omdat hij enkel de oude vooroordelen op een nieuwe leest had geschoeid.
Het werk van Wolstonecraft droeg er aan bij dat het begrip 'vrouwenrechten' op brede schaal wordt begrepen binnen een strijdbare context, om meer gelijkwaardigheid te bereiken tussen vrouwen en mannen.

## Nederlandse vertaling
- Pleidooi voor de rechten van de vrouw, inl. Jabik Veenbaas en vert. Willem Visser, 2017. ISBN 9789028427013